# Canimated Nooz Pictorial, No. 25
Canimated Nooz Pictorial, No. 25 è un cortometraggio muto del 1917. Il nome del regista non viene riportato nei crediti.

## Produzione
Il film fu prodotto dalla Essanay Film Manufacturing Company.

## Distribuzione
Uscito in sala il 21 febbraio 1917, nelle proiezioni veniva programmato con il sistema dello split reel, accorpato in un'unica bobina con altri corti della Essanay, il documentario British Columbia e la comica Tiny, Slim and Fat.